# Хагегорд, Хокан
Хокан Хагегорд (швед. Håkan Hagegård; род. 25 ноября 1945, Карлстад, Швеция) — шведский оперный певец (баритон).

## Биография
Выпускник Королевского музыкального колледжа в Стокгольме. Особенно известен исполнением произведений Моцарта, Россини и Верди.
Выступал на многих главных оперных сценах мира, в том числе в Карнеги-Холле, Королевском оперном театре в Ковент-Гардене, театре Ла-Скала, Метрополитен-Опера, Оперном театре в Сиднее, Немецком оперном театре в Берлине, Венском государственном оперном театре (партия в опере В. А. Моцарта «Так поступают все», дирижёр Николаус Арнонкур), Шведском королевском оперном театре в Стокгольме. Исполнитель роли Папагено в кинопостановке Ингмара Бергмана «Волшебная флейта» (швед. «Trollflöjten»), 1975, по одноименной опере В. А. Моцарта. Исполнил сольную партию баритона в известной и популярной в 80-е гг. записи сценической кантаты К. Орфа «Carmina Burana» с Симфоническим оркестром и хором Атланты под управлением Роберта Шо. В 1985 г. назначен Королевским певцом при шведском короле Карле XVI Густаве. В настоящее время старший преподаватель музыки музыкального факультета Университета штата Индиана в Блумингтоне. Профессор вокального мастерства Норвежской музыкальной академии в Осло, Норвегия.
Первый исполнитель песенных циклов современных композиторов Доминика Аргенто и Стивена Паулюса.

## Фильмография
- 1973 — «Кармен» (Carmen), реж. Жан-Пьер Поннель (Jean-Pierre Ponnelle), партия Суньиги
- 1975 — «Волшебная флейта» (Trollflöjten), реж. Ингмар Бергман, партия Папагено
- 1978 — «Так поступают все» (Cosi fan tutte), реж. Хамфри Бертон (Humphrey Burton), партия Гульельмо
- 1978 — «Коронация Поппеи» (Poppeas kröning), партия Отто
- 1987 — «Дон-Жуан» (Don Giovanni), реж. Томас Олофссон (Thomas Olofsson), партия Дон-Жуана
- 1991 — «Встреча с Венерой» (Meeting Venus), реж. Иштван Сабо, партия Вольфрама фон Эшенбаха
- 1992 — «Призраки Версаля» (The Ghosts of Versailles), реж. Брайан Лардж (Brian Large), партия Бомарше
- 1993 — «Каприччио» (Capriccio), реж. Питер Маньюра (Peter Maniura), партия Графа
- 1995 — «Похождения повесы» (Rucklarens väg), реж. Ингер Обю (Inger Åby), партия Ника Шедоу
- 2003 — оперетта «Летучая мышь» (Die Fledermaus), реж. Франческа Кемп (Francesca Kemp), партия доктора Фалька